# 挖掘派
挖掘派（英語：Diggers），也译作掘地派、掘土派，英國內戰时期的新教激进群体，主要由贫民组成。主張農場應該共同擁有並且一起耕作、土地耕種上的共有，建立社会平等、政治平等的小農村社區。其主张類似於現代概念上的共產主義、农业社会主义或乔治主义，被认为是無政府主義的先驅。马克思主义唯物史观将之列为空想社会主义团体。
與平等派是英國內戰中最重要的兩個改革群體。

## 人物
- 杰拉德·温斯坦利